# Ліцензія комерційного пілота
Комерційна ліцензія пілота (CPL) — це такий тип ліцензії пілота, що дозволяє її власнику бути пілотом літального апарата та отримувати оплату за свою роботу.
Міжнародна організація цивільної авіації (ІКАО) розробляє загальні вимоги для отримання ліцензії та привілеї, які вона надає пілоту. Фактичні вимоги дуже сильно різняться в різних країнах. Відповідно до ІКАО, щоб отримати право на отримання ліцензії на комерційного пілота, заявник повинен;
- вміти читати, говорити, писати та розуміти англійську мову
- має мати приватну ліцензію пілота
- має пройти навчальний курс комерційного пілота
- успішно скласти відповідні письмові іспити.

В Об'єднаному управлінні цивільної авіації є декілька затверджених курсів, які можна використати для отримання CPL з інструментальним рейтингом без попереднього отримання ліцензії приватного пілота. Після виконання всіх умов заявник має скласти іспит перед відповідним керівним авіаційним органом, що складається з усного та практичного льотного іспиту перед екзаменатором. Щоб отримати ліцензію CPL на літаку необхідно зробити самостійний переліт по пересіченій місцевості щонайменше 300 миль з повною посадкою та повною зупинкою на двох аеродромах, крім аеродрому походження пілота.
Також можна отримати ліцензію комерційного пілота для інших категорій літальних апаратів: літаків, дирижаблів, аеростатів, планерів, гіропланів та вертольотів. Як зазначено нижче, залежно від юрисдикції, що видає, вони можуть бути в одному документі.
Сертифікат / ліцензія має містити список кваліфікацій або рейтингів. Кожен рейтинг засвідчує що пілот отримав додаткові навички і визначає додаткові привілеї ліцензії, наприклад: типи повітряних суден, якими можна керувати (одномоторні або багатомоторні), чи дозволений політ за правилами польотів на приладах (рейтинг приладів), чи може пілот навчати інших пілотів-початківців (рейтинг інструктора). Можливо, можна буде показувати ці рейтинги на різних рівнях.